# Алагоас
Алагоас (порт. Alagoas) је држава на сјевероистоку Бразила. Налази се између држава Пернамбуко и Сержипи, додирујући и Баију на југоистоку. Јужна граница Алагоаса је ријека Сао Франсиско (Rio São Francisco).

## Историја
Алагоас је три вијека био дио капетаније Пернамбуко, да би независна капетанија постао 1817. Разлог томе је Пернамбуканска револуција, због које је краљ Жоао IV казнио Пернамбуко одузимањем дијела његове јужне територије. Један дио тог одузетог подручја је дан капетанији Баија, а од дугог је створена нова капетанија Алагоас.
Насељавање овог подручја је у почетку текло врло споро, порасту становништва су значајно допринијели афрички робови. Између 16. и 17. вијека ово подручје је често била мета француских гусара који су пљачкали трговце бразилским дрветом (дрво пернамбуко).
Нешто касније, Португал је поново успоставио контролу над [регионом. Дуарте Коељо, власник капетаније, подстицао је изградњу плантажа и млинова шећерне трске. Основао је и градове Пенедо и Алагоас (првобитно Санта Марија Мадалена да Алагоај ду Сул) који сада чини историјско језгро града Марешал Деодоро.
Године 1570. Коељо је организовао експедицију за истраживање сјеверног дијела Алагоаса коју је предводио Кристовао Линс. Чланови експедиције су основали мјесто Порто Калво, као и пет млинова, од којих још два постоје.
Године 1630. област потпада под власт Холанђани који су жељели контролисати трговину шећером. За вријеме њихове владавине Алагоас је напредовао, али су Холанђани 1645. протјерани са овог подручја.
Област је напредовала захваљујући узгоју шећерне трске. Осим шећерне трске, овдје се узгајао и памук, дуван и кукуруз. Године 1822, након проглашења независности Бразила, Алагоајс је добио статус провинције. Године 1839. главни град провинције постаје Масајао, највише због чињенице да има велику ријечну луку.

## Географија
Држава је име добила по лагунама које улазе и по петнаестак километара у копнени дио државе, близу главног града Масајао. Обала има велики број гребена и плажа. Унутрашњост је пуна ниских зелених брда и плитких долина које су погодне за пољопривреду. Највиша тачка државе је Сера Санта Круз (844 m), а најважније ријеке су: Сао Франсиско, Мундау и Параиба де Мејо. У држави влада тропска клима.

## Привреда
Привреда државе се углавном базира на пољопрвиреди, већином шећерној трски и дувану. Шећерна трска се такође користи и за производњу алкохола. Друга важна индустријска грана државе је хемијска индустрија.
У последњих двадесет година процвјетао је и туризам и обала државе је препуна хотела. На сјеверној обали, посебно око градова Марагоги и Жапаратинга бројна су одмаралишта која привлаче туристе сајуга Бразила али и из Европе.